# (74284) 1998 SV130
(74284) 1998 SV130 – planetoida z pasa głównego asteroid okrążająca Słońce w ciągu 4,5 lat w średniej odległości 2,72 j.a. Odkryta 26 września 1998 roku.